# Nghiệm pháp Galeazzi
Nghiệm pháp Galeazzi hay dấu hiệu Allis, được sử dụng để đánh giá tình trạng trật khớp háng, chủ yếu để khám chứng loạn sản tiến triển ở khớp háng của trẻ sơ sinh. Người khám gập đầu gối của bệnh nhân nhi trong tư thế nằm để bàn chân chạm vào mặt giường, mắt cá chân chạm vào mông. Quan sát đầu gối, nếu đầu gối 2 bên lệch nhau thì nghiệm pháp dương tính, gợi ý khả năng bệnh nhi bị dị dạng háng bẩm sinh.